# Dendrobium dissitifolium
Dendrobium dissitifolium är en orkidéart som beskrevs av Henry Nicholas Ridley. Dendrobium dissitifolium ingår i släktet Dendrobium, och familjen orkidéer. Inga underarter finns listade i Catalogue of Life.